# Eugen Mihăescu
Eugen Mihăescu (n. 24 august 1937, București, România) este un pictor, grafician și om politic român, membru de onoare al Academiei Române din 8 septembrie 1993.

## Biografie
S-a născut într-o familie de intelectuali din București. Tatăl său, Nicolae Mihăescu, a fost asistentul lui Tudor Vianu. Și-a făcut studiile liceale (Liceul Sfântul Sava) și universitare (Institutul de Arte Plastice „Nicolae Grigorescu”) la București. În 1961 a devenit membru al Uniunii Artiștilor Plastici. Între 1960 și 1963 a fost directorul artistic al revistei „Secolul 20”, a cărei concepție grafică îi aparține și, ulterior, al revistei Luceafărul (1964-1966). În 1963 a expus la Bienala de la Sao-Paolo, iar peste doi ani și-a deschis prima expoziție personală la Galeriile Fondului Plastic din București. După stabilirea în Elveția, la Lausanne (1967), a devenit directorul artistic al Editurii Rencontre și a publicat desene în Le Monde și Le Figaro litéraire. În 1981 s-a stabilit la New York și a devenit colaborator permanent în paginile editoriale ale cotidianului The New York Times. A realizat 69 de coperți pentru săptămânalul The New Yorker și a colaborat cu numeroase alte publicații americane: Time Magazine, The Los Angeles Times, The Atlantic Monthly, Vogue, dar și europene: Le Monde, Le Figaro. Desenele sale au fost reproduse în revista Graphis una dintre cele mai importante publicații de artă grafică și design, care i-a dedicat două numere. După cum spunea Phil Beard: " Revista Graphis a fost o publicție elvețiană de mare influență, fondată de Walter Herdeg, o vitrină a celor mai bune afișe, coperte și ilustrații, începând cu primul său număr din anul 1944."
Între 1981 și 1982, a fost profesor la Institutul Pratt din New York, unde a predat cursul Teoria ideii în artă. În 1996 a fost desemnat consilier și ambasador itinerant al Președintelui României. În perioada 2001-2004, a fost ambasador, delegat permanent al României pe lângă UNESCO, la Paris. A fost membru în Consiliul Executiv al organizației internaționale. În aceeași perioadă, a continuat colaborarea cu ziarul francez Le Monde, publicând desene în pagina editorială. A fost ales senator, în Parlamentul României, pe listele Partidului România Mare și vice-președinte al Comisiei pentru politică externă a Senatului, în legislatura 2004-2008. În cadrul activității sale parlamentare, Eugen Mihăescu a fost membru în grupurile parlamentare de prietenie cu UNESCO, Regatul Bahrein, Republica Franceză-Senat și Republica Coasta de Fildeș.
În perioada 2005-2007 a reprezentat România în Parlamentul European, unde a fost membru al grupului naționalist, de extremă dreaptăIdentitate, Tradiție, Suveranitate (ITS).La sfârșitul anului 2012, Eugen Mihăescu îl atacă pe Corneliu Vadim Tudor, președintele Partidului România Mare, într-un pamflet intitulat "Rinocerul", publicat în Cotidianul și părăsește partidul politic.

## Expoziții
A expus în numeroase orașe ale lumii: Barcelona, Bologna, Bordeaux, Sao Paolo, Buenos Aires, Geneva, Lausanne (la galeriile „Alice Polli” în 1965 și „Wibenga” în 1966), New York (la galeriile „St. Etienne” în 1981 și 1984), Paris (la Muzeul de Artă Decorativă Luvru în 1973 și la Muzeul de Artă Modernă al Centrului Pompidou în 1988), etc. În 1983 a primit premiul „Page One Award” acordat de Sindicatul Jurnaliștilor americani pentru cea mai bună copertă, iar în 1985 a fost distins cu Medalia de aur a Clubului Directorilor de Artă din New York; în 1988 a primit Diploma de onoare pentru artă, acordată de Academia Româno-Americană de Științe și Arte, iar în anul 2000 Ordinul Național Pentru Merit, în grad de Mare Ofițer. Este membru al Uniunii Artiștilor Plastici din România (1961).

## Publicații
- Între linii, memorii, editura RAO, 2011
- Strigăte în pustiu, articole, editura RAO, 2013
- Rebel, memorii, editura RAO, 2016
- Corina, roman, editura RAO, 2017